# Карликовый мангуст
Карликовый мангуст (лат. Helogale parvula) — вид млекопитающих из семейства мангустов (Herpestidae).

## Описание
Длина тела от 16 до 23 см, длина хвоста от 14 до 19 см, масса от 210 до 420 г. Половой диморфизм не выражен, самцы и самки одинаковой величины и имеют одинаковую окраску. Окраска короткого, мягкого меха варьирует от желтоватого до тёмно-коричневого цвета, встречаются также совершенно чёрные животные. У некоторых особей горло и грудь красноватого цвета. Когти передних лап длиной до 10 мм, задних лап — до 8 мм длиной. Уши маленькие, округлые.

## Распространение
Вид широко распространён на юго-востоке и юге Африки. Обычно встречается на высоте около 2000 м над уровнем моря. Сообщается, что это самый распространённый небольшой хищник в районах открытой лесистой местности или лесистой саванны, особенно там, где есть термитники, обнажённые скалы с расщелинами, или полые брёвна, которые можно использовать в качестве укрытия. Не встречается в очень засушливых районах. Почти полностью насекомоядный, хотя может охотиться на мелких позвоночных.

## Образ жизни
Животные живут в группах, активны днём. Ночью спят в норах под землёй, расщелинах скал, термитниках. В группе от 9 до 12 особей, иногда до 30. Количество самцов и самок примерно одинаково. Во главе группы находится старшая самка. Вторым по рангу в группе является самец-партнёр старшей самки. Часто только эти двое размножаются в группе.
Это территориальные животные. Площадь участка составляет от 0,30 до 1 км². Протяжённость кормового маршрута составляет около 1 км. Животные питаются в основном жуками и термитами, а также многоножками, пауками и мелкими позвоночными, такими как мелкие млекопитающие, гекконы, змеи, птицы и их яйца.
Продолжительность жизни составляет 10 лет у самцов и 14 лет у самок.
Серьёзных угроз для вида нет. Находится в нескольких охранных районах.